# Литвинівка (Старобільський район)
Литви́нівка — село в Україні, у Біловодській селищній громаді Старобільського району Луганської області.

## Історія
На території села існувало три поселення неолітичної доби.
Населений пункт засновано в першій половині XVII століття, територія заселена селянами з Правобережної України(рос.). Кочові племена монголо-татар у XIV—XVI ст. добре освоїли землі Північного Приазов'я, в тому числі і степи, що прилягали з північного сходу Сіверського Дінця. Про це свідчать залишені слов'янами географічні назви. Це вони дали назву річці Бишкінь, що в перекладі з татарської означає «швидкий кінь».
Восени 1732 року в долину приїхало кілька сімей із Полтавщини, оселилися на лівому березі середньої течії річки Бишкінь (Сухий Обиток). По версії Висоцького Назва села походить від прізвища землевласника Литвинова.
Наприкінці 1960-х років у селі діяли центральна садиба колгоспу імені Свердлова, середня школа, бібліотека, клуб, лікарня.
1765 року в Литвиновому хуторі налічувалося 83 двори і проживало 507 жителів.
У 1766 р. в Литвинівці була зведена дерев'яна церква. Згодом була поставлена цегляна однопрестольна церква Успіння, а потім добудували престоли Григорія і Михайла Церква стала трипрестольна.
У 80-90-ті роки XIX ст. деякі селяни почали переселятися на вільні землі Дону, Кубані, а згодом і на Урал та в Сибір. Проживали в селі переважно українці, і було лише кілька десятків росіян.
У лютому 1918 р. в селі почалося встановлення радянської влади. У грудні 1918 р. був створений загін, який на чолі з більшовиком П. Л. Гайворонським брав участь у Біловодському повстанні проти білокозаків.
Більшовицькими активістами в селі були Михайло Олексійович Шечевич та Семен Трохимович Паринов. У 1924 р. у селі був створений перший комсомольський осередок. Секретарем став Середа Павло Якович.
Перший колгосп було організовано у 1929 році з назвою «КІМ».
у 1932—1933 рр. жителі села зазнали страшної національної трагедії Голодомору. За спогадами старожилів, у період із 1929 р. по 1939 р. близько 120 селян здобули початкову освіту у лікнепах.
У роки другої світової війни 400 жителів села пішли на фронт.
Окупація тривала з 12 липня по 19 січня 1943 р.
Після війни багато людей не повернулося, понад 220 жителів села віддали своє життя за Вітчизну, 270 фронтовиків відзначені почесними нагородами.
У 1946 р. прийняте рішення «Про побудову пам'ятника воїнам, загиблим за свободу й незалежність нашої Батьківщини». Спочатку пам'ятник загиблим воїнам мав вигляд стели. Наприкінці 50-х — початку 60-х років стелу замінили на монумент у вигляді жінки-матері та хлопчика біля неї. Тепер це солдат із кулеметом у руці, який стрімко робить крок на захист рідного краю. Його було відкрито 9 травня 1984 р.
Пам'ятник знаходиться поруч з залишками Свято Успенського храму.
20 жовтня 2007 р. село Литвинівка відсвяткувало свій трьохсотрічний ювілей.

## Населення
1864-го по 1885 р. кількість селянських подвір'їв збільшилась із 370 до 405, а населення зросло з 2406 до 4850 осіб.
1914—1918 рр. налічувалося 3420 осіб.
У 1959 р населення села становило 1697 осіб, Станом на 1 січня 1964 р. у селі налічувалося 1662 особи.
У 1972 році налічувалося 1565 осіб.
За даними перепису 2001 року населення села становило 1168 осіб, з них 91,95 % зазначили рідною мову українську, 7,79 % — російську, а 0,26 % — іншу.

## Мешканці
В селі народився Неклюєнко Микола Павлович (1929—2011) — український живописець.

## Світлини

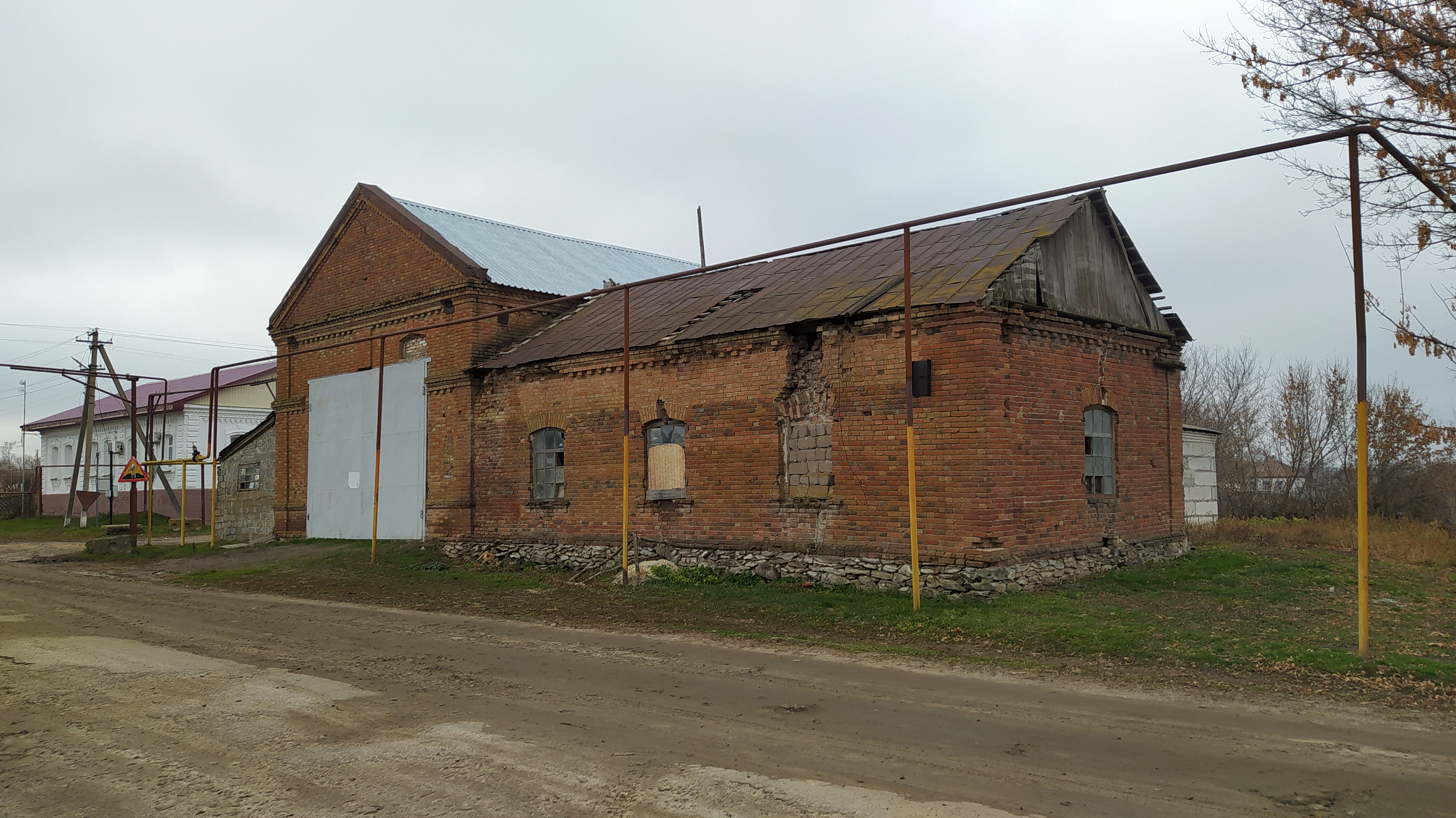
Один із старих будинків у селі Литвинівка
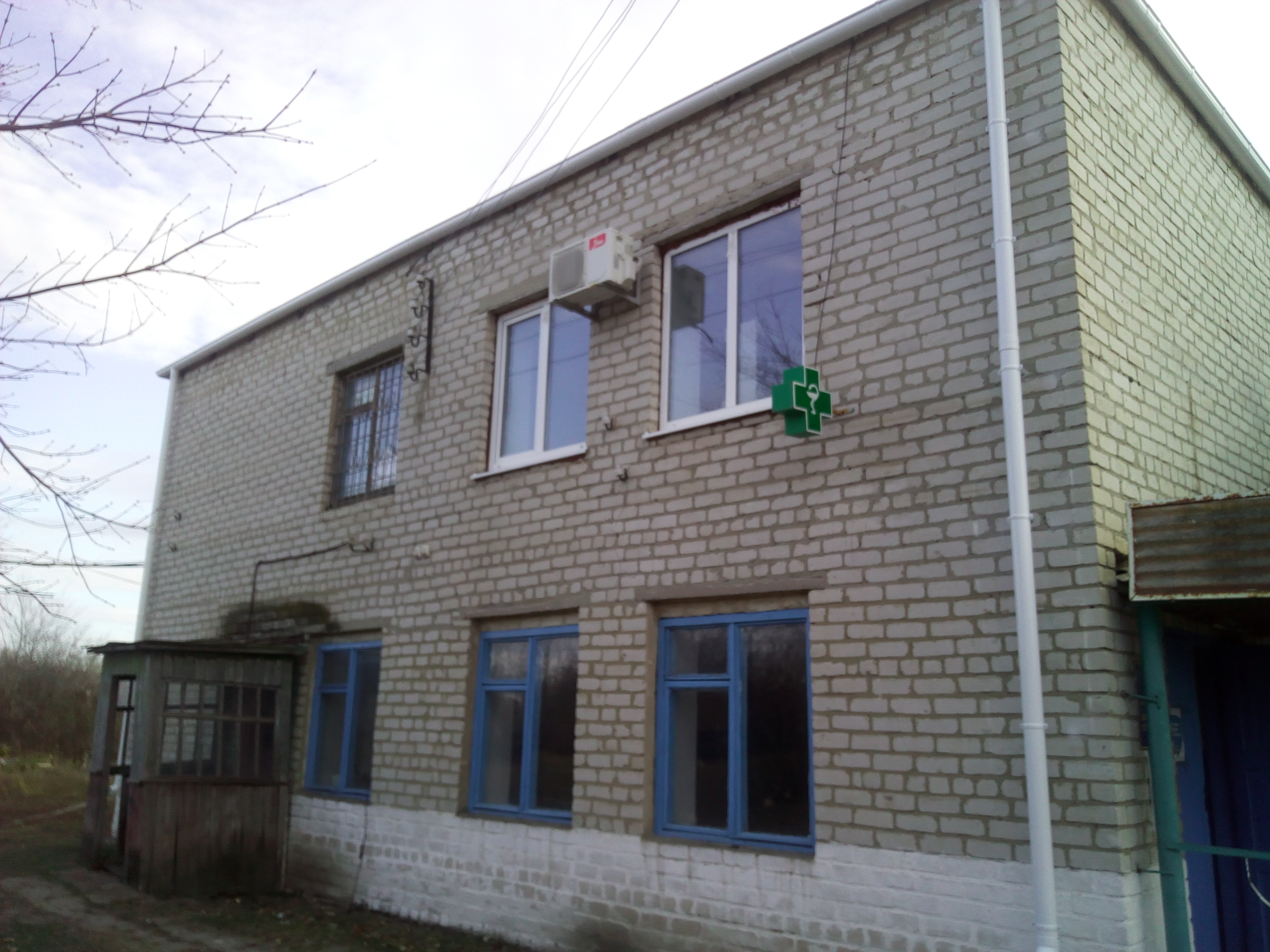
Сучасна амбулаторія